# Groß Schwechten
Groß Schwechten este o comună din landul Saxonia-Anhalt, Germania.